# Glacier des Martinets
Glacier des Martinets är en glaciär i Schweiz. Den ligger i distriktet Aigle och kantonen Vaud, i den sydvästra delen av landet, 90 km söder om huvudstaden Bern. Glacier des Martinets ligger cirka 2 300 meter över havet.